# Incidente del desfile navideño de Waukesha de 2021
El 21 de noviembre de 2021 un vehículo ligero todoterreno embistió contra la multitud durante el desfile anual de Navidad celebrado en Waukesha, Wisconsin, Estados Unidos. El saldo fue de 6 muertos y 62 heridos. El conductor del vehículo, Darrell E. Brooks, de 39 años, fue detenido y acusado de cinco cargos de homicidio intencionado en primer grado.

## Trasfondo
Waukesha es un suburbio al oeste de Milwaukee, Wisconsin. El desfile de Navidad es una procesión tradicional de carrozas y grupos de baile y música por el centro de Waukesha, y como el desfile anual número 58 se había cancelado el año anterior debido a la pandemia de COVID-19, estaba muy concurrido. El tema de 2021 fue "Confort y alegría" y contó con más de 60 comparsas.

## Incidente

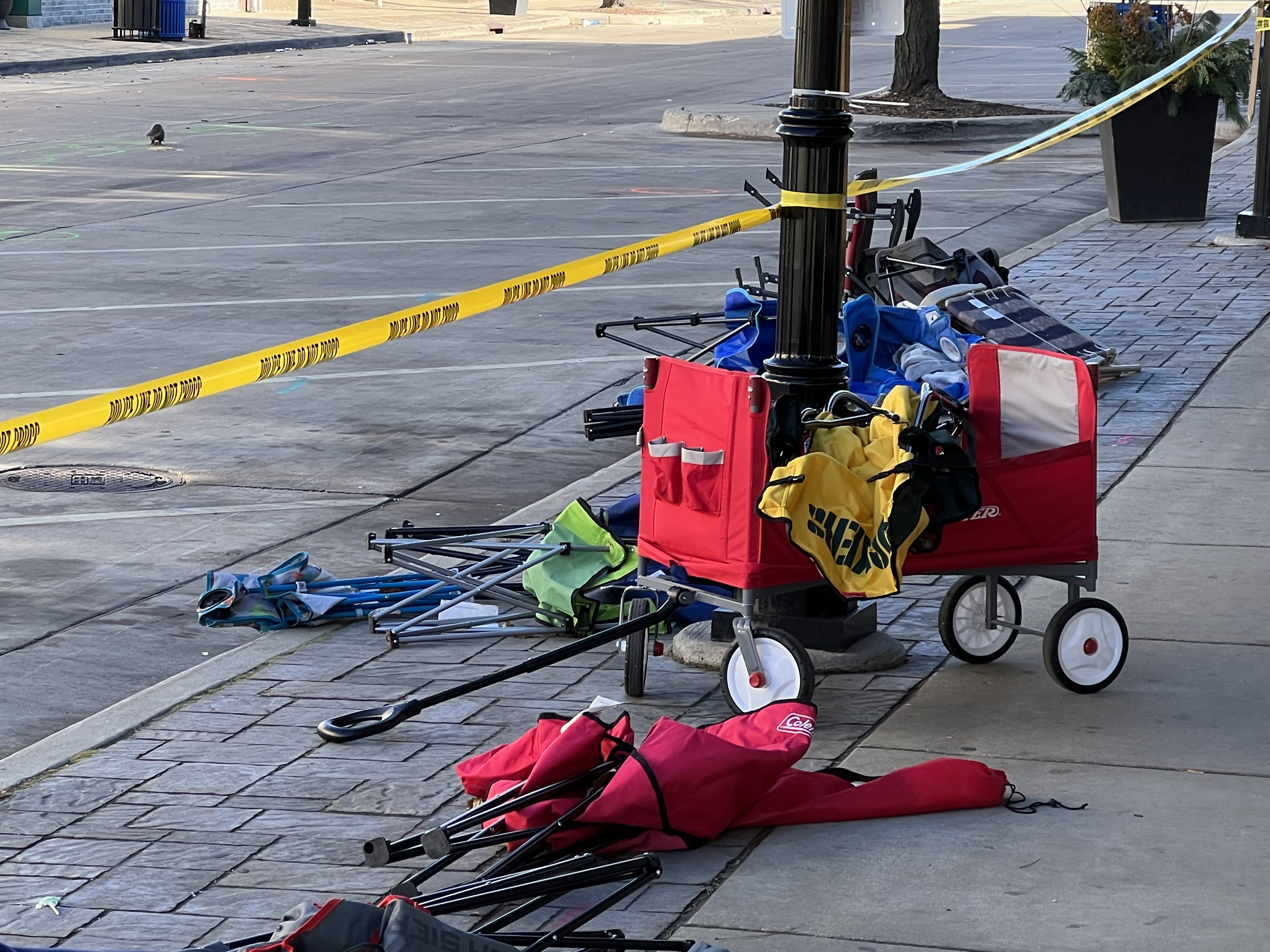
Artículos personales abandonados de los asistentes al desfile en la esquina de Broadway y Main St.

El 21 de noviembre de 2021, alrededor de las 4:39 p. m., un SUV Ford Escape rojo, conducido a unas 40 millas por hora (60 km/h), atravesó las barricadas de seguridad y condujo contra el desfile anual de Navidad en Waukesha. Un oficial de policía disparó su arma en un intento de detener el vehículo.
El desfile se transmitía en directo por televisión e internet y muchos asistentes capturaron el incidente en videos con sus teléfonos móviles que luego publicaron en las redes sociales. Dos testigos dijeron a los periodistas que el conductor no se detuvo inicialmente y que todo lo que podían escuchar eran personas gritando y llorando. Otros relataron que el conductor parecía "tranquilo" y "cruzaba la carretera" (un relato no confirmado por la policía).

## Víctimas
Durante el período inmediatamente posterior a la embestida, se confirmó que cinco personas habían muerto y otras 48 resultado heridas. Las víctimas mortales fueron identificadas como cuatro mujeres y un hombre. Para el 23 de noviembre, el número de lesionados reportados había aumentado a 62 y el número de muertes aumentado a seis después de que un niño de ocho años muriera en el hospital. Diecisiete niños más se encontraban entre los heridos. En los hospitales ingresaron 28 personas y nueve se encontraban en estado crítico.
Cuatro de las víctimas eran miembros de la The Milwaukee Dancing Grannies, un grupo de baile compuesto únicamente por abuelas, que era el que estaba desfilando justo cuando irrumpió el vehículo. La Arquidiócesis Católica de Milwaukee informó que varios feligreses, estudiantes y un sacerdote de una escuela católica local resultaron heridos.
Las edades de los fallecidos oscilaron entre los 8 y los 81 años.
- Jackson Sparks, 8 años, se encontraba asistiendo al evento junto a su padres, falleció un día después del suceso.
- Tamara Durand, 52 años, ex maestra, era miembro del grupo de baile Milwaukee Dancing Grannies.
- Jane Kulich, 52 años, se encontraba en una carroza del Citizens Bank.
- Leanna "Lee" Owen, 71 años, administradora de apartamentos, era miembro del grupo de baile Milwaukee Dancing Grannies.
- Virginia "Ginny" Sorenson, 79 años, enfermera, era miembro del grupo de baile Milwaukee Dancing Grannies.
- Wilhelm Hospel, 81 años, se encontraba apoyando a su esposa que era miembro del grupo de baile Milwaukee Dancing Grannies.

## Acusado
El 22 de noviembre, la policía recuperó el automóvil y arrestó a su dueño Darrell Edward Brooks Jr., de 39 años. El 23 de noviembre, Brooks fue acusado de cinco cargos de homicidio intencionado en primer grado, y los fiscales informaron que pronto se le cargaría un sexto. El móvil del autor fue un odio exacerbado contra el colectivo de raza blanca, el cual difundía en sus redes sociales. Creen que actuó solo y no conocía a nadie en el desfile. El jefe de policía Daniel Thompson confirmó que no fue un atentado terrorista. El 23 de noviembre, la policía informó que Brooks apuntó deliberadamente a la multitud, conduciendo en un "patrón en zig-zag" para golpear a la mayor cantidad de personas posible.
La policía estaba investigando si el conductor pudo haber estado huyendo de un disturbio doméstico cercano cuando se encontró con el desfile. El jefe de policía dijo: "Tenemos información de que el sospechoso antes del incidente estuvo involucrado en un disturbio doméstico, que fue solo unos minutos antes, y el sospechoso abandonó esa escena justo antes de nuestra llegada a ese disturbio doméstico", también dijo que el sospechoso no estaba siendo perseguido por la policía cuando el sospechoso irrumpió en la ruta del desfile.
Brooks había sido liberado bajo fianza unos días antes del ataque, luego de pagar una fianza de 1,000 dólares, acusado de arrollar a propósito a su expareja. Según una denuncia penal presentada el 2 de noviembre, Brooks fue acusado de atropellar a una mujer con su automóvil mientras caminaba por el estacionamiento de una gasolinera.
Tras la muerte de la sexta víctima, la fianza de Brooks se fijó en 5,000,000 dólares.

## Secuelas
La Casa Blanca estaba monitoreando la situación poco después de que terminara el incidente. El Departamento de Policía de Waukesha emitió una orden de refugio en el lugar para partes de Waukesha, pero la retiró esa misma noche.
El gobernador de Wisconsin, Tony Evers, expresó su gratitud por los esfuerzos de los socorristas y los buenos samaritanos, y expresó su apoyo a las familias y miembros de la comunidad afectados. Ordenó que las banderas de Estados Unidos y Wisconsin ondearan a media asta el día después del incidente en honor a las víctimas. El 22 de noviembre se llevaron a cabo vigilias en toda la ciudad. El Distrito Escolar de Waukesha canceló las clases el 22 de noviembre y puso a disposición de los estudiantes consejeros adicionales.